# Polyjapyx
Polyjapyx es un género de Diplura perteneciente a la familia Japygidae.

## Especies
- Polyjapyx heterodontus Silvestri, 1948